# Siegmund Exner-Ewarten

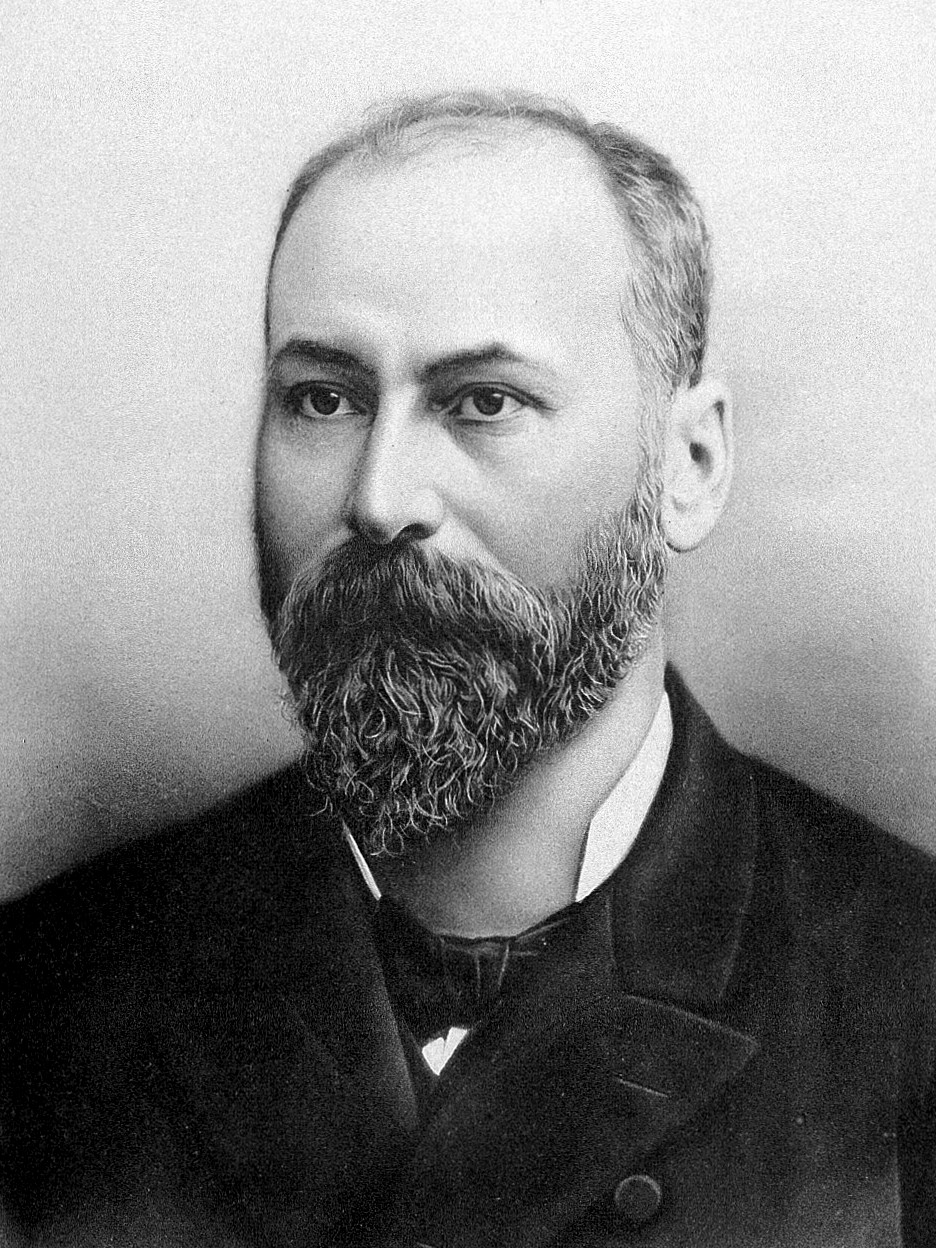
Siegmund Exner

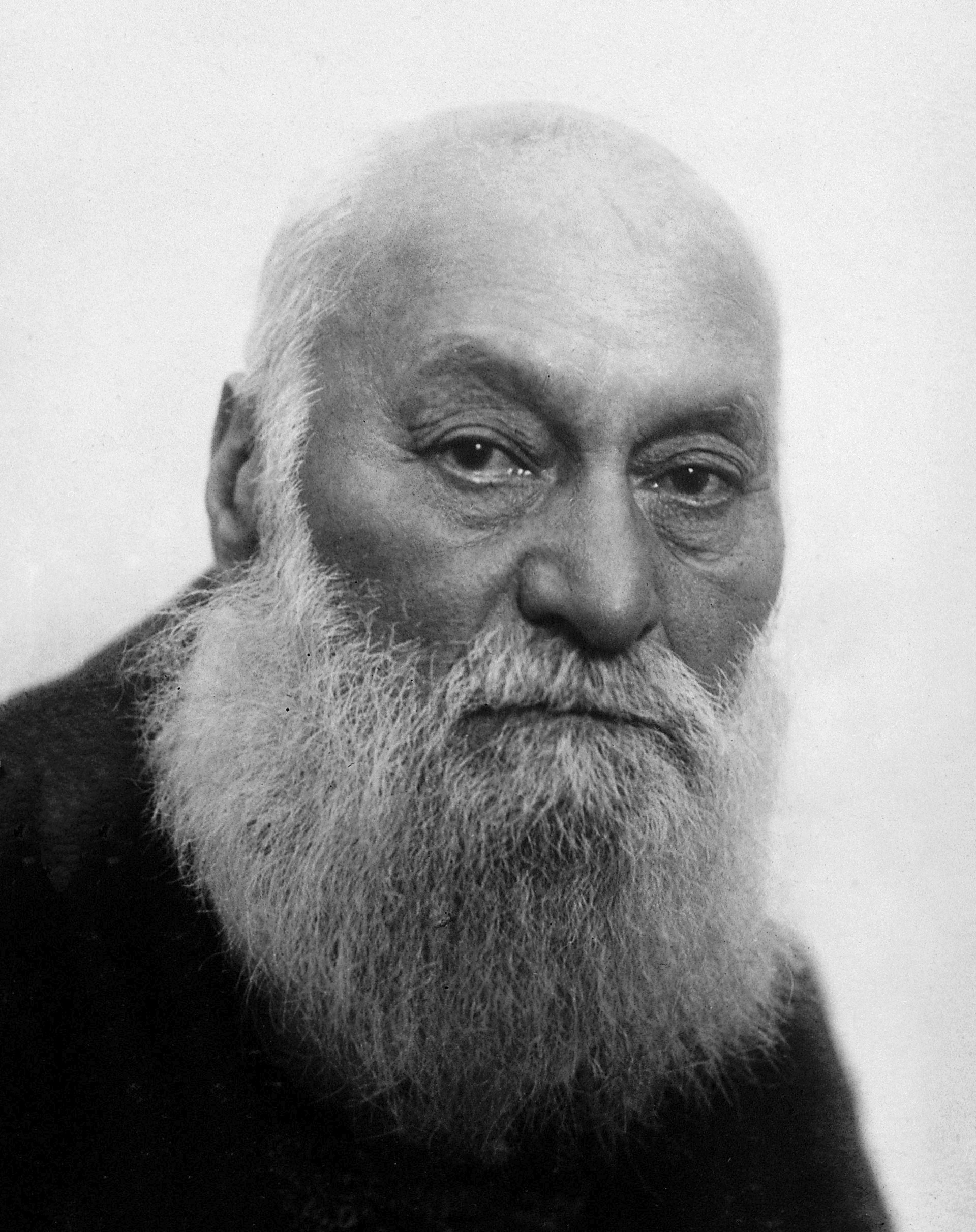
Siegmund Exner

Siegmund Exner, ab 1917 Siegmund Ritter Exner von Ewarten, (* 5. April 1846 in Wien; † 5. Februar 1926 ebenda) war ein bedeutender österreichischer Physiologe. Weitere Namensansetzungen sind Sigmund Exner, Siegmund Exner-Ewarten und Sigmund Exner Ritter von Ewarten.

## Biographie
Siegmund Exner wurde 1846 als viertes von sechs Kindern des Philosophieprofessors und Schulreformers Franz Serafin Exner und Charlotte Dusensy in Wien geboren. Seine Brüder Adolf Exner, Karl Exner und Franz Serafin Exner wurden, wie er selbst, später bekannte Professoren. Seine Schwester Marie Exner, verheiratet mit Anton von Frisch, pflegte zusammen mit dem Bruder Adolf Exner eine lange Freundschaft mit Gottfried Keller, daneben auch mit Marie von Ebner-Eschenbach und Ricarda Huch. Ihr Sohn Karl von Frisch war Zoologe und Nobelpreisträger für Medizin.
Siegmund Exner besuchte das Akademische Gymnasium, studierte 1865 Medizin zunächst in Wien unter Ernst Brücke (1819–1892), von 1867 bis 1868 in Heidelberg unter Hermann von Helmholtz.
1870 wurde er zum Doktor der Medizin promoviert und war zunächst Assistent, 1871 Privatdozent und 1875 außerordentlicher Professor am Physiologischen Institut in Wien. Am Physiologischen Institut von Franz Brücke begegnete er Sigmund Freud und dem Neurologen Josef Breuer, die ihn wesentlich beeinflussen sollten. Im Jahr 1884 wurde Exner-Ewarten zum Mitglied der Leopoldina gewählt.
1891 wurde er als Nachfolger von Brücke auf das Ordinariat für Physiologie an der Universität Wien berufen. 1897 wurde er zum k.u.k Hofrat ernannt. Den Vorstand des Instituts für Physiologie der Universität Wien hatte er bis 1917 inne. Er erhielt die Ehrendoktorwürden der Universitäten Leipzig (1909) und Athen.
Exner leitete auch die Phonogrammarchivs-Kommission der Wiener Akademie der Wissenschaften, deren Ziel unter anderem darin bestand, „die phonographische Schrift lesbar zu machen und eine Analyse der Sprachlaute durchzuführen, die für weitere sprachliche Untersuchungen als Grundlage dienen könnte.“
Ab 1910 war er Präsident der Gesellschaft der Ärzte in Wien. 1917 wurde er, auch auf Grund seiner Verdienste für den medizinisch/physiologischen Unterricht, anlässlich seines Eintritts in den Ruhestands taxfrei zum Ritter Exner von Ewarten geadelt.
Aus der Ehe von Siegmund Exner mit Emilie geb.von Winiwarter (1847–1909) gingen zwei Kinder hervor, 1875 der Chirurg und Universitätsprofessor Alfred von Exner-Ewarten und 1876 der Meteorologe und Universitätsprofessor Felix Maria von Exner-Ewarten.

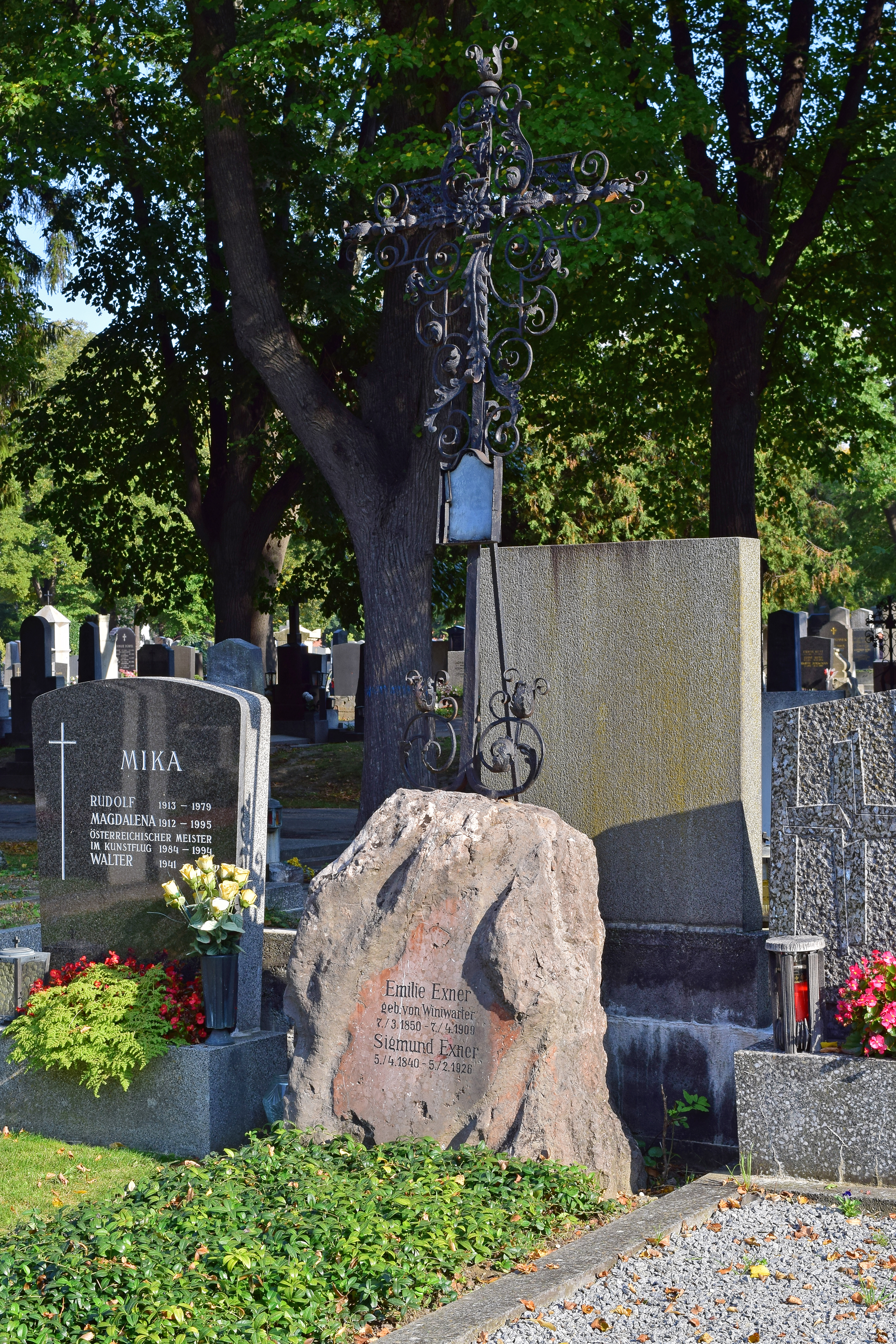
Grab von Siegmund Exner-Ewarten am Wiener Zentralfriedhof

Exner wurde auf dem Wiener Zentralfriedhof (Gruppe 17 D) in einem ehrenhalber gewidmeten Grab beigesetzt.

## Forschung
Siegmund Exner gilt als einer der Väter der vergleichenden Physiologie, der Hirnforschung und der Wahrnehmungspsychologie aus physiologischer Sicht. Eines seiner Hauptarbeitsgebiete galt der Sinnesphysiologie mit Studien über Geruchsorgane, über die Empfindlichkeit der Netzhautregeneration, über Farbkontrast und über das Sehen der Facettenaugen. Besondere Bedeutung hatten seine Arbeiten über die Lokalisation von Verhaltensfunktionen im Gehirn, speziell seine Arbeiten zur Funktionsarchitektur der Sehrinde.
Daneben finden sich Studien zur Organisation der assoziativen Verbindungen im Gehirn. Bereits 1894 publizierte er einen „Entwurf zu einer physiologischen Erklärung der psychischen Erscheinungen“ mit den Konzepten eines neuronalen Netzes und lokaler Lernregeln in parallelverarbeitenden Nervennetzen. Er folgerte früh, dass Denken und Bewusstsein Funktionen der Netzwerkarchitektur des Gehirns sein müssen. Als bemerkenswert und innovativ kann heute angesehen werden, dass er in einer Zeit, in der die Arbeitsweise des Gehirns im Wesentlichen noch im Dunkeln lag, in seinen Publikationen bereits lokale Lernregeln in parallelverarbeitenden Nervennetzen formulierte.
Auch den kulturell-künstlerischen Horizont Wiens beeinflussten Exners Arbeiten. Neben einer Studie zur ikonographischen Darstellbarkeit schwebender Figuren zählte Siegmund Exner zusammen mit Franz Scheirl und Josef Pommer zu den Initiatoren und Gründern des Phonogrammarchivs der Österreichischen Akademie der Wissenschaften.
Die Wiederauflage 2004 „Über das Schweben der Raubvögel“ verbindet das Staunen des Physiologen über die Wunder der Natur und der Kunst des Menschen.

## Schriften (Auswahl)
- Exner, Sigmund (1878): Leitfaden bei der mikroskopischen Untersuchung thierischer Gewebe. Zweite, verbesserte Auflage. Leipzig 1878.
- Exner, Sigmund und Conrad Eckhard (1881): Untersuchungen über die Localisation der Functionen in der Grosshirnrinde des Menschen. Wien: W. Braumüller.
- Exner, Sigmund (1882): Die Physiologie des Fliegens und Schwebens in den bildenden Künsten: Vortrag gehalten im Österreichischen Museum für Kunst und Industrie am 5. Januar 1882. Wien: Braumüller.
- Exner, Sigmund und Conrad Eckhard (1891): Die Physiologie der facettirten Augen von Krebsen und Insecten. Leipzig: F. Deuticke.
- Exner, Sigmund (1894): Entwurf zu einer physiologischen Erklärung der psychischen Erscheinungen von Dr. Sigmund Exner: I. Theil. Leipzig Wien: F. Deuticke.
- Exner, Sigmund (1906): Über das Schweben der Raubvögel. In: Archiv für die gesamte Physiologie des Menschen und der Thiere 114, S. 109–142 (Reprint 2004, ISBN 3-936755-75-2).

## Eponyme (obsolet – früher mit Siegmund Exner assoziiert)
- Exnersche Körper – Histologie: kleine mit Flüssigkeit und eosinophilem Membran-Material gefüllte Räume
- Exnersches Areal – umschriebene Gehirnregion oberhalb des Broca-Areals und anterior zum Präzentralen Motorischen Kortex
- Exnerscher Nerv – Nerv vom pharyngealen Plexus zur Krikothyroid-Membran verlaufend
- Exnerscher Plexus – ein Geflecht oberflächlicher tangentialer Fasern in der molekularen Schicht der Gehirnrinde